# Cromwell (film)
Pour les articles homonymes, voir Cromwell.
Pour plus de détails, voir Fiche technique et Distribution.
Cromwell est un film historique britannique réalisé par Ken Hughes, sorti en 1970.

## Synopsis
En 1640 Oliver Cromwell, un puritain membre du Parlement, s'inquiète des injustices commises sous le règne de Charles Ier et craint que la reine Henriette Marie, une catholique, ne pousse son mari à modifier les rites de l'Église d'Angleterre. Après que Charles Ier a envoyé ses troupes à l'intérieur du parlement pour en prendre le contrôle, Cromwell et ses amis l'accusent de trahison. Une guerre civile éclate entre les Têtes Rondes, partisans du parlement, et les Cavaliers, partisans du roi. Après la bataille de Edgehill, perdue par les Têtes Rondes, Cromwell décide d'entraîner des troupes (New Model Army), qui gagnent la bataille de Naseby (1645). La reine et le prince de Galles s'enfuient en France, tandis que Charles Ier cherche des appuis militaires auprès des Irlandais, des Écossais et des Français, avec le soutien du Vatican. Dénoncé, il est pris et jugé devant le parlement. En janvier 1649, Charles est déclaré coupable par le parlement et décapité. Cromwell proclame alors la fin de la monarchie et le début de la république (Commonwealth), remet tous les pouvoirs au parlement et se retire sur ses terres. Mais, devant l'anarchie et les divisions qui minent le parlement, il retourne à Londres, dissout de force le parlement et prend seul le pouvoir afin d'imposer ses idées de justice et de progrès pour le pays. La dernière image le montre comme "Lord Protecteur" du pays.

## Fiche technique
- Titre original : Cromwell

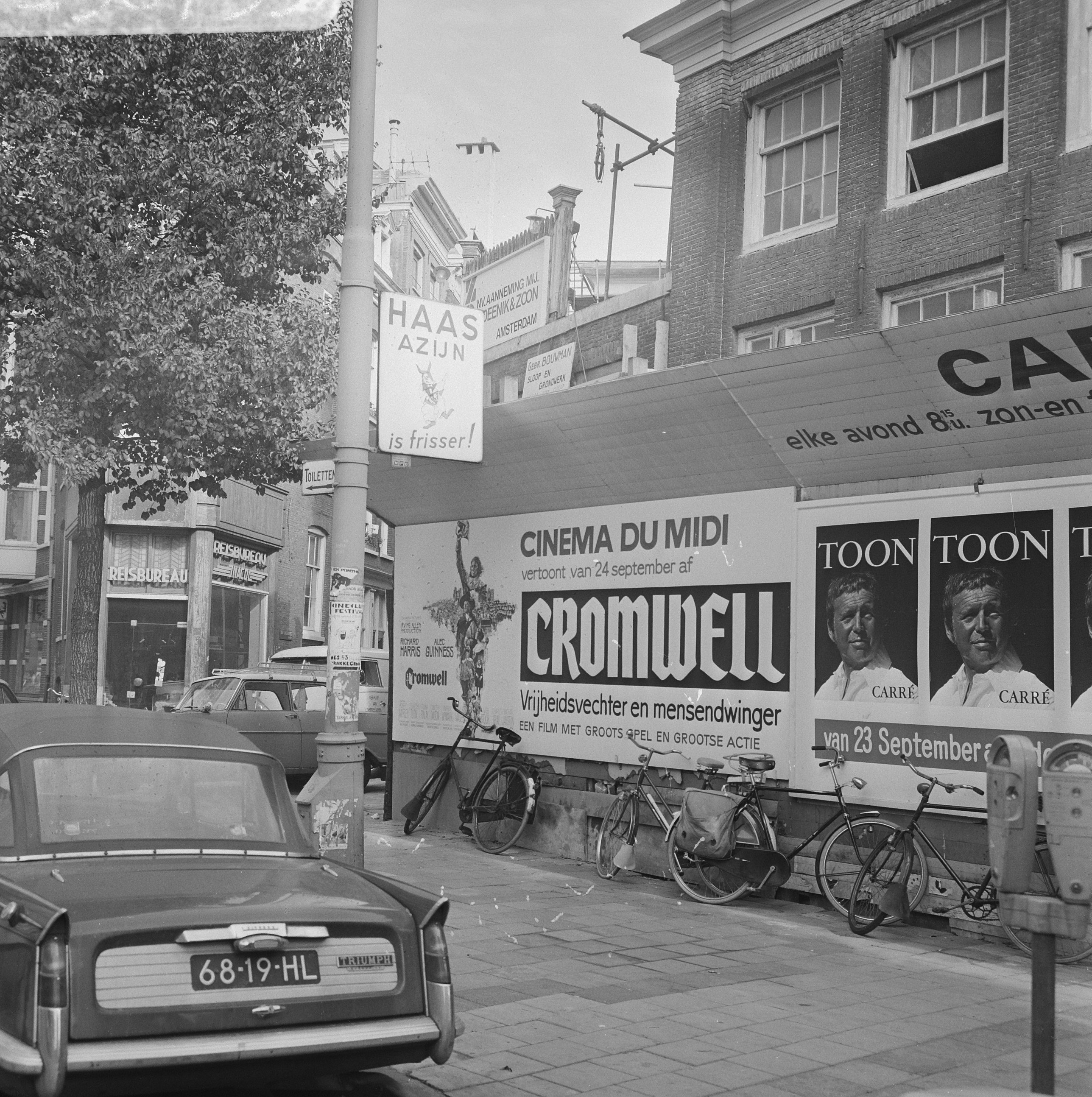
Publicité pour le film à Amsterdam en 1970.

- Réalisation et scénario : Ken Hughes
- Réalisation (seconde équipe) : Harold F. Kress
- Direction artistique : Herbert Westbrook
- Décors : John Stoll
- Décors de plateau : Arthur Taksen
- Costumes : Vittorio Nino Novarese
- Photographie : Geoffrey Unsworth et Wilkie Cooper (seconde équipe)
- Son : Les Hammond, Alfred Cox
- Montage : Bill Lenny
- Musique et direction musicale : Frank Cordell
- Production : Irving Allen
- Production associée : Andrew Donally
- Société de production : Irving Allen Productions, Columbia Pictures
- Société de distribution :
  -   : Columbia Pictures
  -  : Warner-Columbia Film
- Pays d'origine :  Royaume-Uni
- Langue originale : anglais
- Format : couleur (Technicolor) — 70 mm — 2,20:1 (Panavision) — son Stéréo
- Genre : Film historique
- Durée : 139 minutes
- Dates de sorties :
  -  Royaume-Uni : 16 juillet 1970
  -  France : 16 septembre 1970

## Distribution

Logo du film.

- Richard Harris (VF : William Sabatier) : Oliver Cromwell
- Alec Guinness (VF : Gabriel Cattand) : Charles Ier d'Angleterre
- Robert Morley : Comte de Manchester
- Dorothy Tutin : Henriette Marie de France
- Frank Finlay (VF : Serge Sauvion) : John Carter (en)
- Timothy Dalton (VF : Bernard Murat) : Prince Rupert du Rhin
- Patrick Wymark (VF : Yves Brainville) : Comte de Strafford
- Patrick Magee : Hugh Peter
- Nigel Stock : Sir Edward Hyde
- Charles Gray (VF : Louis Arbessier) : Lord Essex
- Michael Jayston (VF : Jacques Thebault) : Henry Ireton
- Douglas Wilmer : Thomas Fairfax
- Richard Cornish : Oliver Cromwell II
- Anna Cropper (en) (VF : Béatrice Delfe) : Ruth Carter
- Michael Goodliffe : Avocat général
- Jack Gwillim : John Byron
- Basil Henson (en) : Francis Hacker (en)
- Patrick Holt : Capitaine Lundsford
- Stratford Johns (en) : Président Bradshaw
- Geoffrey Keen (VF : Jean Berger) : John Pym
- Anthony May (en) : Richard Cromwell
- Ian McCulloch : John Hampden
- Patrick O'Connell : John Lilburne
- John Paul : George Digby
- Llewellyn Rees (en) : Lord Speaker
- Robin Stewart (en) : Prince de Galles
- George Merritt : William
- Zena Walker : Elizabeth Cromwell
- Victor Maddern (non crédité) : Bourreau

## Distinctions

### Récompenses
- Oscars 1971 : Oscar de la meilleure création de costumes pour Vittorio Nino Novarese
- Festival international du film de Moscou 1971 : Meilleur acteur pour Richard Harris

### Nominations
- Oscars 1971 : Frank Cordell pour l'Oscar de la meilleure musique originale
- Golden Globes 1971 : Frank Cordell pour le Golden Globe de la meilleure musique de film
- BAFTA 1971 : Vittorio Nino Novarese pour le British Academy Film Award des meilleurs costumes
- Festival international du film de Moscou 1971 : film en compétition

## Commentaire
D'une durée de 2h14, ce film a nécessité 10 ans de préparation et 1 an de tournage.